# Philodendron exile
Philodendron exile är en kallaväxtart som beskrevs av George Sydney Bunting. Philodendron exile ingår i släktet Philodendron och familjen kallaväxter. Inga underarter finns listade.